# 작은붉은마자마사슴
작은붉은마자마사슴(Mazama bororo)사슴과에 속하는 마자마사슴의 일종이다. 브라질 남부 파라나 주와 상 파울루 주의 대서양림의 토착종이다. 1996년에 처음 기술되었으며, 서식지 감소로 멸종 위협을 받고 있다. 몸 크기와 형태는 피그미마자마사슴을 가장 많이 닮았지만, 털 색깔은 붉은마자마사슴을 닮았다.